# Dante Calabria
Dante John Calabria (nacido el 08 de noviembre de 1973 (51 años) en Pottstown, Pensilvania)  es un exjugador italo-estadounidense. Con 1.96 de estatura, jugaba en la posición de alero.

## Equipos
- High School. Blackhawk (Beaver Falls, Pensilvania).
- 1992-1996 Universidad de  North Carolina
- 1996-1997 Basket Livorno
- 1997-1998 Fort Wayne Fury
- 1998-1999 JDA Dijon
- 1999-2000 ÉB Pau-Orthez
- 1999-2000 Aris Salónica BC
- 2000-2001 Telit Trieste
- 2001-2002 Valencia Basket
- 2002-2003 Pallacanestro Treviso
- 2003-2004 Pallacanestro Cantú
- 2004-2007 Olimpia Milano
- 2007-2008 Fortitudo Bolonia
- 2008-2009 Triboldi Soresina
- 2010-2011 Pallacanestro Sant'Antimo